# Henry Hammond

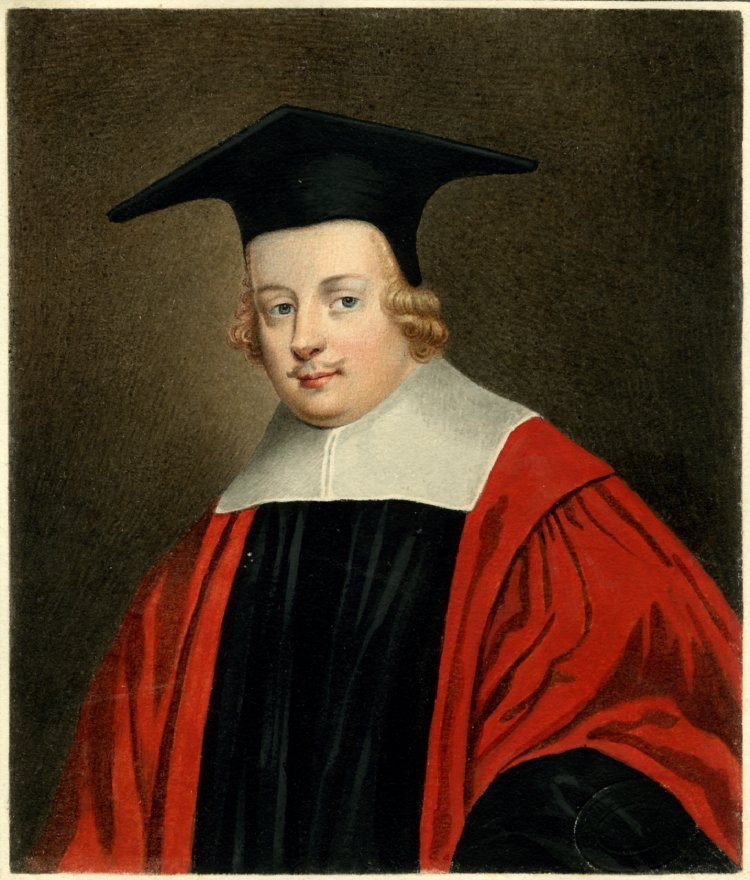
Retrato de Henry Hammond, D.D., por Sylvester Harding

Henry Hammond (18 de agosto de 1605 – 25 de abril de 1660) foi um eclesiástico inglês, historiador e teólogo da Igreja, que apoiou a causa realista durante a Guerra Civil Inglesa.

## Primeiros anos
Nasceu em Chertsey, Surrey, em 18 de agosto de 1605, o filho mais novo de John Hammond (c. 1555–1617), médico da família real sob o rei Jaime I, que adquiriu o local da Abadia de Chertsey em Surrey em 1602. Seu irmão foi o juiz Thomas Hammond, um dos regicidas do rei Carlos I. Foi educado no Eton College, e desde os 13 anos no Magdalen College, em Oxford, tornando-se "demy" (bolsista) em 1619. Em 11 de dezembro de 1622 formou-se bacharel em artes (M.A. em 30 de junho de 1625, B.D. em 28 de janeiro de 1634 e D.D. em março de 1639), e em 1625 foi eleito fellow do colégio. Foi ordenado em 1629, e em 1633, ao pregar na corte substituindo Accepted Frewen, obteve a aprovação de Robert Sidney, 2.º Conde de Leicester, e foi presenteado com o benefício eclesiástico de Penshurst, em Kent. Sua mãe cuidava da casa e o ajudava nos trabalhos paroquiais. Ele se encarregou da educação de William Temple e também apoiou os estudos do antiquário William Fulman.

## Clero realista
Em 1640 tornou-se membro da convocação, estando presente na aprovação dos novos cânones de William Laud. Pouco após o início do Longo Parlamento, o comitê para destituição de ministros escandalosos convocou Hammond, mas ele recusou deixar Penshurst. Foi nomeado um dos membros da Assembleia de Westminster por Philip Wharton, 4.º Barão Wharton. Em 1643 foi nomeado Arquidiácono de Chichester, com a recomendação de Brian Duppa. Em vez de participar da assembleia, envolveu-se no levante malsucedido em Tonbridge, em apoio ao rei Carlos I. Hammond ajudou a reunir uma tropa de cavalaria local e teve de fugir disfarçado para Oxford, então quartel-general realista. Partiu de Penshurst à noite, em julho, rumo à casa de um amigo, Thomas Buckner, seu ex-tutor em Magdalen.
Foi acompanhado por seu antigo amigo John Oliver. Quando precisaram seguir viagem, dirigiram-se a Winchester, então sob controle realista. Durante a jornada, Oliver recebeu a notícia de que havia sido eleito presidente de Magdalen, e Hammond o acompanhou a Oxford. Instalado em seu colégio, dedicou-se aos estudos e à escrita. Em 1644 publicou anonimamente seu popular Catecismo Prático. Um dos últimos atos de Carlos I no Castelo de Carisbrooke foi confiar a Sir Thomas Herbert um exemplar da obra, para entregá-lo a seu filho Henrique Stuart, Duque de Gloucester.
Foi capelão dos comissários reais no Tratado de Uxbridge (30 de janeiro de 1645), onde debateu com Richard Vines, um dos enviados parlamentares. Retornou a Oxford e, em 17 de março de 1645, foi agraciado por Carlos I com uma canonaria em Christ Church. A universidade o nomeou orador público e ele também tornou-se capelão real. Em 26 de abril de 1646, o rei fugiu de Oxford, e a cidade rendeu-se em 24 de junho. Em 31 de janeiro de 1647, Carlos I solicitou ao Parlamento que permitisse a presença de Hammond e outro capelão. O pedido foi recusado por não terem prestado o Pacto Solene e Aliança. Mais tarde, quando o rei foi transferido para Childersley, o exército autorizou a presença dos capelães. Ignorando ordens parlamentares, Hammond e Gilbert Sheldon acompanharam o rei por vários locais, incluindo Woburn Abbey, Caversham e Hampton Court.
Em Hampton Court, Hammond apresentou ao rei seu sobrinho, o coronel Robert Hammond, logo nomeado governador da Ilha de Wight. Carlos I, confiando no sobrinho de seu capelão, dirigiu-se à ilha em 12 de novembro de 1647, sendo colocado no Castelo de Carisbrooke. Sheldon e Hammond voltaram a encontrá-lo, mas foram afastados no Natal. Hammond retornou a Oxford, onde assumiu a administração de Christ Church após a prisão do decano Samuel Fell. Posteriormente, foi deposto e preso junto a Sheldon por ordem do Parlamento. O puritano coronel Evelyn, governador de Wallingford Castle, recusou-se a mantê-los como prisioneiros, oferecendo-lhes hospedagem como amigos.
Estabeleceu-se em Westwood, onde passou o resto da vida. Em agosto de 1651, acompanhou Sir John Pakington, 2.º Baronete ao acampamento realista em Worcester, tendo uma audiência com Carlos II. Após a derrota na Batalha de Worcester, Pakington foi feito prisioneiro, mas logo libertado. Em 1655, uma ordem proibiu os clérigos expulsos de exercer funções religiosas ou de ensino, privando-os de sustento. Hammond engajou-se em apoiar esses religiosos. Nos últimos seis anos, sua saúde piorou.

## Morte e reputação
Hammond faleceu por cálculo renal em 25 de abril de 1660, no mesmo dia em que o Parlamento votou pela restauração da monarquia; tivesse vivido, seria nomeado Bispo de Worcester.
Foi sepultado na cripta da família Pakington, no presbitério da igreja de Hampton Lovett. Seu monumento, esculpido por Joshua Marshall, traz uma inscrição latina composta por Humphrey Henchman, então bispo de Salisbury e depois de Londres. Hammond legou sua biblioteca a Richard Allestree.
Era muito respeitado, inclusive por opositores. Foi um pregador notável; Carlos I o considerava o mais natural dos oradores.

## Obras
Seus escritos, reunidos em quatro volumes in-fólio (1674–1684), são em sua maioria sermões e tratados polêmicos; publicou mais de 50 obras separadas.
A Anglo-Catholic Library inclui quatro volumes de suas Obras Teológicas Diversas (1847–1850). Destacam-se o Catecismo Prático (1644), a Paráfrase e Anotações sobre o Novo Testamento (1653) e uma obra incompleta sobre o Antigo Testamento. Sua biografia escrita por John Fell acompanha as Obras Completas e foi reimpressa no volume IV da Biografia Eclesiástica de Wordsworth.
Hammond foi um teólogo anglicano pioneiro, influenciado por Richard Hooker, Lancelot Andrewes e pelo Arminianismo de Hugo Grócio, a quem defendeu em escritos. Algumas de suas ideias eram idiossincráticas: sua Paráfrase sobre o Novo Testamento identificava o Gnosticismo como inimigo oculto do cristianismo antigo, associando-o aos entusiastas de sua época (geralmente anti-realistas). Foi também o primeiro estudioso inglês a comparar manuscritos do Novo Testamento. Baseava-se amplamente na Patrística, e, junto com James Ussher e Isaak Voss, defendeu a autenticidade das Epístolas Inacianas, que sustentavam o episcopado. Foi atacado por Claude Salmasius e David Blondel, aos quais respondeu. Sua defesa do episcopado influenciou vários teólogos da Alta Igreja: Miles Barne, Henry Dodwell, Fell, Peter Heylyn, Benjamin Lany, Thomas Long, Simon Lowth, John Pearson, Herbert Thorndike e Francis Turner.
Era um leitor ávido e estudioso aplicado. Traduziu as Cartas Provinciais de Blaise Pascal em 1657, sob o título Les Provinciales, or the Mystery of Jesuitisme [...].